# Masaka
Ne doit pas être confondu avec Masaka, un village du Cameroun, rattaché à la commune d'Isanguele.
Masaka est une ville du centre de l'Ouganda, située à l'ouest du Lac Victoria. Elle est le chef-lieu du District de Masaka. Elle est le plus grand centre métropolitain des districts de Masaka, Lyantonde, Sembabule, Lwengo, Bukomansimbi, Kalungu, Rakai et Kalangala.

## Géographie et histoire
Masaka est située près de l'équateur terrestre, à environ 140 kilomètres au sud-ouest de Kampala, sur l'autoroute de Mbarara. Elle a été longtemps la deuxième plus grande ville du pays, avant d'être grandement détruite par la guerre ougando-tanzanienne en 1979 et par la guerre civile de 1981-1986.
Le diocèse catholique de Masaka a été érigé en 1953. Son siège se trouve à la cathédrale Notre-Dame-des-Douleurs.

## Population
Selon le recensement national de 2002, la population de Masaka est d'environ 67 800 habitants. En 2010, le Bureau de la statistique de l'Ouganda (UBOS) estime la population à environ 73 300. À la mi-2011, l'UBOS estime la population à 74 100.

## Transport
La route Transafricaine 8 Lagos-Mombasa passe par Masaka.

## Galerie

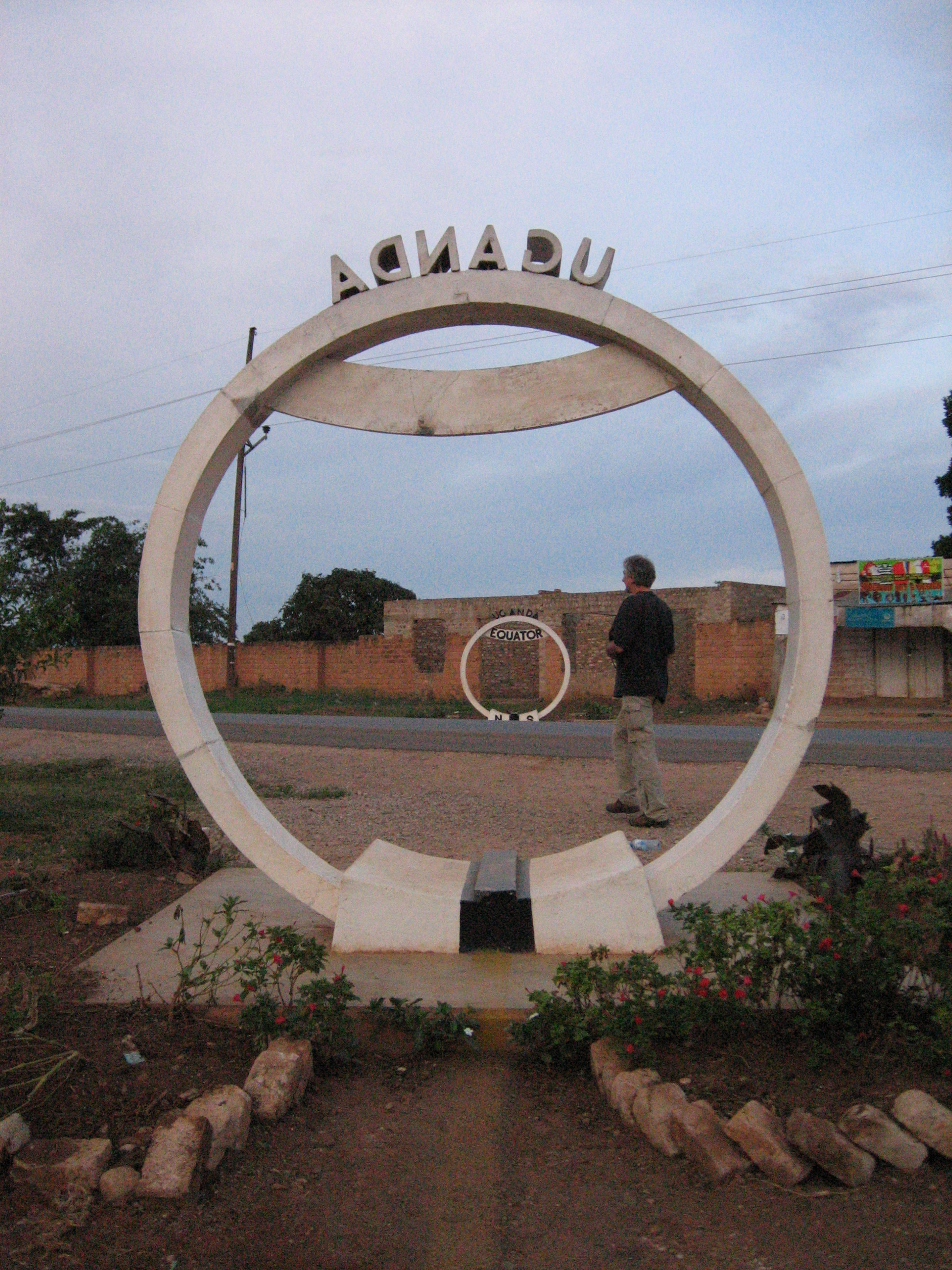
Ligne de l'équateur terrestre
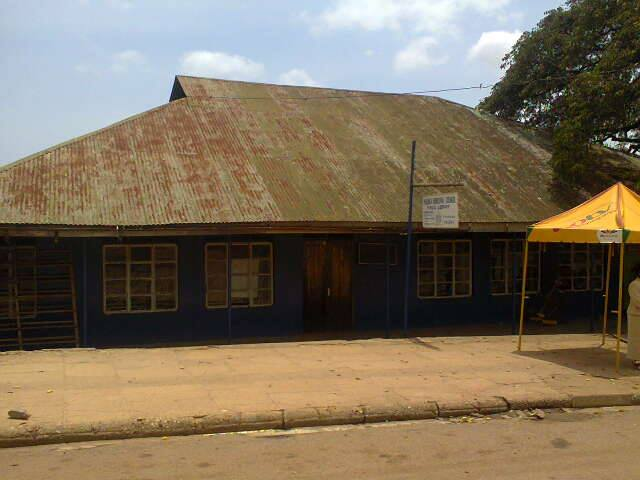
Bibliothèque municipale
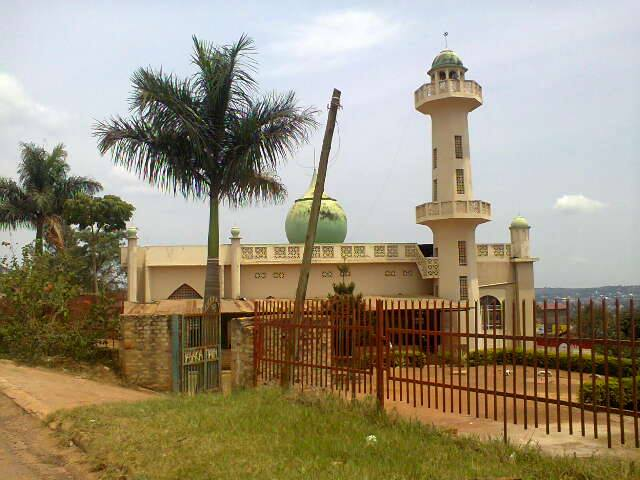
Mosquée
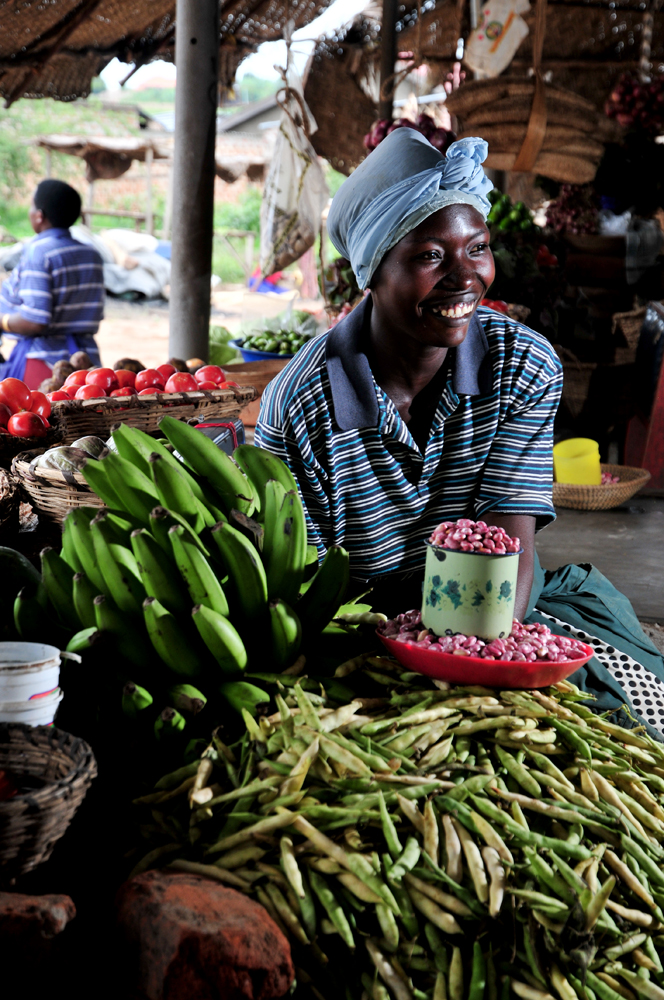
Marché